# David van der Poel
David van der Poel (* 15. Juni 1992) ist ein ehemaliger niederländischer Radrennfahrer, der auf Cyclocross spezialisiert war.

## Sportlicher Werdegang
Als Junior war David van der Poel in der Cyclocross-Saison 2009/2010 mit zwölf Siegen sehr erfolgreich; er wurde in dieser Kategorie niederländischer Meister. Außerdem gewann er im UCI-Cyclocross-Weltcup zwei Rennen sowie die Gesamtwertung; nach vier Siegen im Superprestige holte er auch dort die Junioren-Gesamtwertung. Von 2011 an fuhr er auf für das belgische UCI Continental Team BKCP-Powerplus, aus dem sich das spätere UCI WorldTeam Alpecin entwickelte, dem er während seiner gesamten Karriere angehörte. In der Saison 2012/2013 gewann er in der U23-Klasse den Bollekescross in Hamme-Zogge, die nationale Meisterschaft und den Cauberg Cyclocross.
Ab 2014/2015 fuhr van der Poel in der Elite und kam an Neujahr 2015 zu seinem ersten Sieg im luxemburgischen Pétange. Bei den niederländischen Meisterschaften stand er dreimal auf dem Podium (2015, 2016 und 2018), jeweils hinter seinem jüngeren Bruder Mathieu. Im Elite-Weltcup kam er etliche Male unter die besten Zehn, sein einziges Podium in einem Klassementscross hatte er beim Aardbeiencross 2018. Dafür gewann er eine Reihe von Rennen außerhalb Belgiens und sicherte sich unter anderem mit Siegen beim Süpercross Baden, beim Radcross Illnau sowie in Hittnau die Gesamtwertung der EKZ CrossTour 2018/2019.
In der Sommersaison fuhr er für sein Team Straßenrennen, wobei er 2018 die erste Etappe der Tour Alsace für sich entscheiden konnte. Am Ende der Straßensaison 2023 erklärte David van der Poel aufgrund anhaltender Rückenprobleme seinen Rücktritt vom Leistungsradsport. Er ist inzwischen als Agent für Fahrer im Radsport tätig.

## Persönliches
David van der Poel ist ein Sohn des ehemaligen niederländischen Radrennfahrers Adrie van der Poel (* 1959) sowie ein Enkel von Raymond Poulidor (1936–2019), einem der populärsten ehemaligen französischen Radrennfahrer. Sein jüngerer Bruder Mathieu van der Poel (* 1995) ist ebenfalls Radrennfahrer.

## Erfolge

### Cyclocross
2009/2010
 Niederländischer Meister (Junioren)
Weltcup (Junioren): Gesamtwertung und zwei Siege (Roubaix, Hoogerheide)
2012/2013
 Niederländischer Meister (U23)
2018/2019
Gesamtwertung EKZ CrossTour

### Straße
2018
eine Etappe Tour Alsace
2019
Mannschaftszeitfahren Tour Alsace